# مقارنة بين إيه كي 47 وإم 16
البندقيتان الأكثر شيوعًا في العالم هما إيه كيه 47 السوفيتية وإم 16 الأمريكية. استُخدمت البنادق التي تعود لفترة الحرب الباردة في النزاعات الكبيرة والصغيرة منذ الستينيات. من قبل الجيش والشرطة وقوات حفظ الأمن والثوار والإرهابيين والمجرمين والمدنيين على حد سواء. ومن المرجح أن يستمر استخدامها لعقود قادمة. ونتيجة لذلك، فقد كانت موضوع مقارنات لا تعد، ومناقشات لا نهاية لها.
تم تصنيع «إيه كيه 47» واعتمادها ودخلت الخدمة على نطاق واسع في الجيش السوفيتي في أوائل الخمسينيات من القرن الماضي. كانت قوتها النارية، وسهولة استخدامها، وتكاليف إنتاجها المنخفضة وموثوقيتها مناسبة تمامًا لمذاهب الحرب المتنقلة الجديدة للجيش السوفيتي. جرى إنتاج أسلحة من نوع «إيه كيه» أكثر من جميع البنادق الأخرى مجتمعة. في عام 1974، بدأ السوفييت استبدال بنادقهم إيه كيه ٤٧ بتصميم أحدث، «إيه كيه ٧٤»، والتي تستخدم ذخيرة 5.45×39 ملم.
دخلت إم 16 الخدمة الأمريكية في منتصف الستينيات. على الرغم من إخفاقاتها المبكرة، أثبتت إم 16 أنها تصميم ثوري وتقف كأطول بندقية تخدم باستمرار في التاريخ العسكري الأمريكي. استبدل الجيش الأمريكي إم 16 إلى حد كبير في الوحدات القتالية بنسخة أقصر وأخف وزنًا تسمى إم 4 كاربين.

## تاريخ

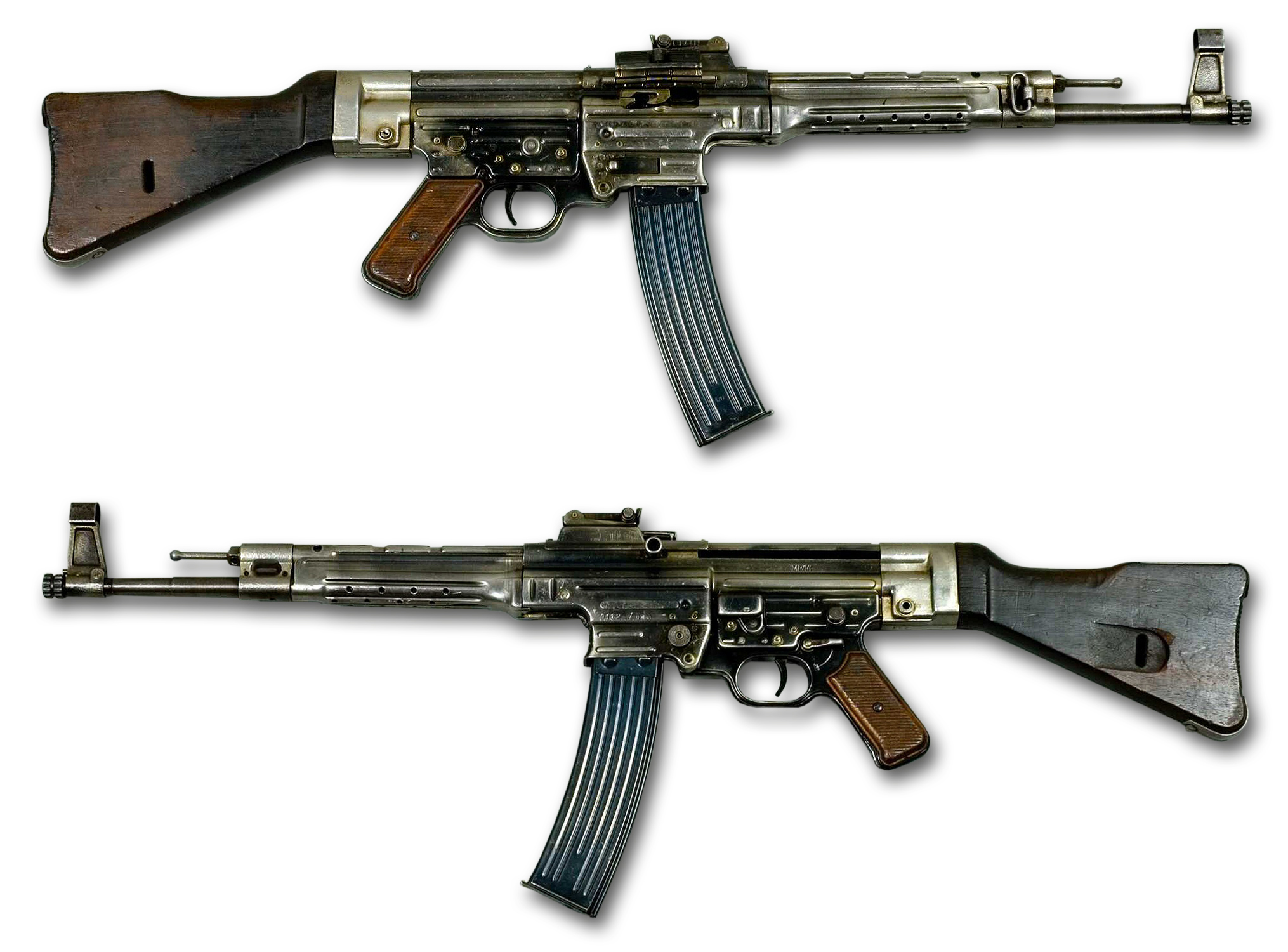
البندقية الهجومية 44

### البندقية الهجومية 44 (بالألمانيّة: Sturmgewehr 44)
كان الألمان أول من ابتكر مفهوم البندقية الهجومية خلال الحرب العالمية الثانية، بناءً على الأبحاث التي أظهرت أن معظم المعارك بالأسلحة النارية تحدث في نطاق 400 متر وأن البنادق المعاصرة قد جرى التغلب عليها في معظم عمليات القتال بالأسلحة الصغيرة. طور الألمان في وقت قريب بندقية ذات نيران وسيطة، تجمع بين القوة النارية لمدفع رشاش مع مدى ودقة البندقية. وكانت النتيجة بندقية 44، التي أنتجها الألمان بأعداد كبيرة. صُنع ما يقارب نصف مليون بندقية. أطلقت خرطوشة جديدة وثورية تعمل بالطاقة الوسيطة، 7.92×33 ملم كورز. جرى تطوير هذه الخرطوشة الجديدة عن طريق تقصير خرطوشة ماوزر الأساسية 7.92×57 ملم ومنحها رصاصة أخف وزنًا بمقدار 125 حبة ذات نطاق محدود ولكنها سمحت بنيران تلقائية يمكن التحكم فيها بشكل أكبر. كما سمحت الخرطوشة الأصغر والأخف وزنًا للجنود بحمل المزيد من الذخيرة "لدعم معدل استهلاك أعلى للنيران الأوتوماتيكية". تتميز بندقية 44 بتصميم فولاذي غير مكلف وسهل الصنع ومختوم وصندوق علبة ذخيرة قابل للفصل يحتوي على 30 رصاصة لكل علبة". كان هذا السلاح هو النموذج الأولي لجميع البنادق الآلية الناجحة. بشكل مميز (وعلى عكس البنادق السابقة وإم 14)، كان للبندقية أخمص مستقيم مع ماسورة تحت أسطوانة الغاز لتقليل لحظة دوران ارتداد البندقية في الكتف وأيضًا المساعدة في تقليل ميل الطلقات إلى الصعود في إطلاق النار الآلي. كانت الماسورة والطول الإجمالي أقصر من البندقية التقليدية وكان لها قبضة مسدس لحمل السلاح بشكل أكثر أمانًا في النيران الآلية. "ربما كان مبدأ هذا السلاح هو الحد من اندفاع الفوهة للحصول على نيران آلية قابلة للاستخدام ضمن النطاقات الفعلية للقتال. وهذا أهم تقدم في مجال الأسلحة الصغيرة منذ اختراع المسحوق الذي لا يدخن".

### إيه كيه 47 (أفتومات كالاشنيكوفا 1947، بالروسية: Автомат Калашникова образца 1947 года)

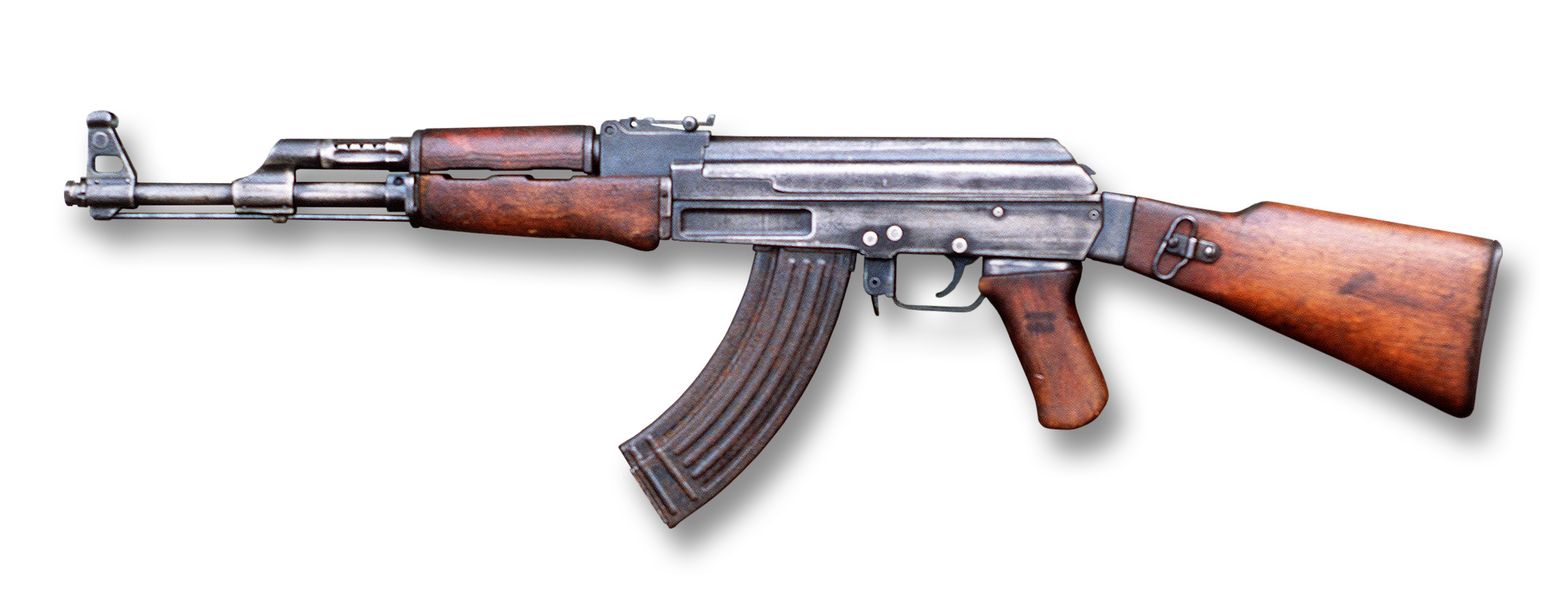
إيه كيه 47

مثل الألمان، تأثر السوفييت بالتجربة التي أظهرت أن معظم المعارك تحدث على بعد 400 متر وأيضًا كان الألمان يتفوقون بالسلاح على الجنود السوفييت وخاصة أولئك المسلحين ببنادق من نوع بندقية 44 الهجومية (بالألمانيّة: Sturmgewehr 44). في  15مايو، 1943 عـُرضت بندقية 44 أمام مفوضية الشعب للأسلحة التابعة لاتحاد الجمهوريات الاشتراكية السوفياتية. أُعجب السوفييت بشدة بالبندقية، لدرجة أنهم شرعوا فوراً بتطوير بندقية آلية ذات عيار متوسط خاصة بهم، لتحل محل بنادق الرش بـي بـي إس إتش 41 (بالإنجليزية PPSH-41) وبنادق القنص موسين ناغان (بالروسية: Винтовка Мосина (ڤِنتَوڤكا مُوسِينا)) التي عفا عليها الزمن والتي سلحت معظم الجيش السوفيتي.
سرعان ما طور السوفييت خرطوشة إم 43 مقاس 39×7.62 مم وكاربين إس كي إس وبندقية رشاش آر پي دي. بعد فترة وجيزة من الحرب العالمية الثانية، طور السوفييت بندقية هجومية من طراز إيه كيه 47، وسرعان ما حلت محل إس كي إس في الخدمة السوفيتية. صُنعت إيه كيه 47 واعتُمدت ودخلت الخدمة على نطاق واسع في الجيش السوفيتي في أوائل الخمسينيات من القرن الماضي. كانت قوتها النارية وسهولة استخدامها وتكاليف إنتاجها المنخفضة وموثوقيتها مناسبة تمامًا لمذاهب الحرب المتنقلة الجديدة للجيش الأحمر. في الستينيات، قدم السوفييت البندقية الرشاشة الخفيفة آر پي كي، وهي بندقية تعد في حد ذاتها سلاحًا من نوع إيه كيه 47 مع مسند ثنائي، وعلبة ترباس، وماسورة أطول وأثقل والذي سيحل في النهاية محل بندقية آر پي دي الخفيفة.